# Можар, Мария Ивановна
Мария Ивановна Можар (16 декабря 1978, Алма-Ата, Казахская ССР) — российский кинорежиссёр и киносценарист.

## Биография
В 2001 году окончила Белорусский университет культуры по специальности «драматургия» (редактор, сценарист, мастерская Н. Загорской). Затем с отличием окончила режиссёрский факультет ВГИК по специальности «режиссура игрового фильма» (мастерская Е. И. Ташкова и А. В. Сурина).
Член Гильдии кинорежиссёров России.

## Фильмография

### Режиссёр
- 2005 — «…за имя Моё» (короткометражный, курсовая работа)
- 2007 — «Игра в прятки» (телефильм)
- 2007 — «Враги» (Беларусь, Россия)
- 2012 — «Ошибки любви»
- 2022 — «Тайна» (Россия)

### Сценарист
- 2007 — «Бухта пропавших дайверов» (в соавт.)
- 2007 — «Враги» (Беларусь, Россия)
- 2007 — «Игра в прятки»
- 2009 — «Дастиш фантастиш» (Беларусь)
- 2009 — «Рябиновый вальс» (в соавт.)
- 2012 — «Телесные радости и печали» / I hara kai i thlipsi tou somatos (другое название — «Радость и печаль тела», Кипр, Греция, в соавт.)
- 2017 — «Выбирая судьбу» (мини-сериал)
- 2022 — «Тайна» (Россия)

### Роли в кино
- 2012 — «Ошибки любви» — Панфилова

## Премии и награды
- «Враги»:
  - Приз за сценарий «Серебряный Витязь» на МКФ «Золотой Витязь» («Отделить огонь от пламени» , конкурс сценариев 2003 года)
  - Гран-при «За лучший фильм» X Открытого Бердянского кинофестиваля «Бригантина»
  - 6-й Республиканский фестиваль белорусских фильмов — Специальный диплом «За лучший дебют в кино» им. В. Турова
  - XIV МКФ «Листопад-2007» — Специальный диплом «За верность традициям и стремление нового решения темы Великой Отечественной войны» и Специальный приз «Вместе» постоянного комитета союзного государства «За лучший совместный белорусско-российский проект»
  - Диплом на V кинофестивале «Славься, Отечество»
- «Собака»:
  - Специальный приз председателя жюри Натальи Белохвостиковой за лучшую работу режиссёра в игровом фильме за лучшую работу режиссера в игровом фильме на XXVI МФ ВГИК
  - Приз зрительских симпатий лучшему фильму конкурсной программы ВГИК на XXVI МФ ВГИК
  - Специальный приз жюри лучшему организатору производства фильма на XXVI МФ ВГИК
  - Специальный приз за лучшую режиссёрскую работу на XI фестивале визуальных искусств
  - Диплом «Бронзовый Витязь» на МКФ «Золотой Витязь»
- «…за имя Моё»:
  - Приз за лучший фильм программы ВГИК на XXV международном фестивале ВГИК
  - Приз «За лучший сценарий» на XXV МФ ВГИК
  - Приз «За лучшую операторскую работу в видеофильме» на XXV МФ ВГИК
  - Приз «Бронзовый Витязь» на XIV Международном кинофестивале «Золотой Витязь»
  - Гран-при на I МФ Мировоззренческого кино
  - Приз зрительских симпатий Пекинской киноакадемии
  - Приз зрительских симпатий на IX кубанском кинофестивале
  - Первый приз на кинофестивале «Покров»
  - Специальный приз жюри «За трогательность» — на I МФ семейных и детских фильмов «Верное Сердце»
  - Диплом за лучший дебют на Первом всероссийском Сретенском православном кинофестивале «Встреча»
  - Диплом «За лучший дебют» на КФ «Радонеж»
  - Диплом «За лучшее музыкальное оформление фильма» на КФ "Покров"